# 野生のハギス

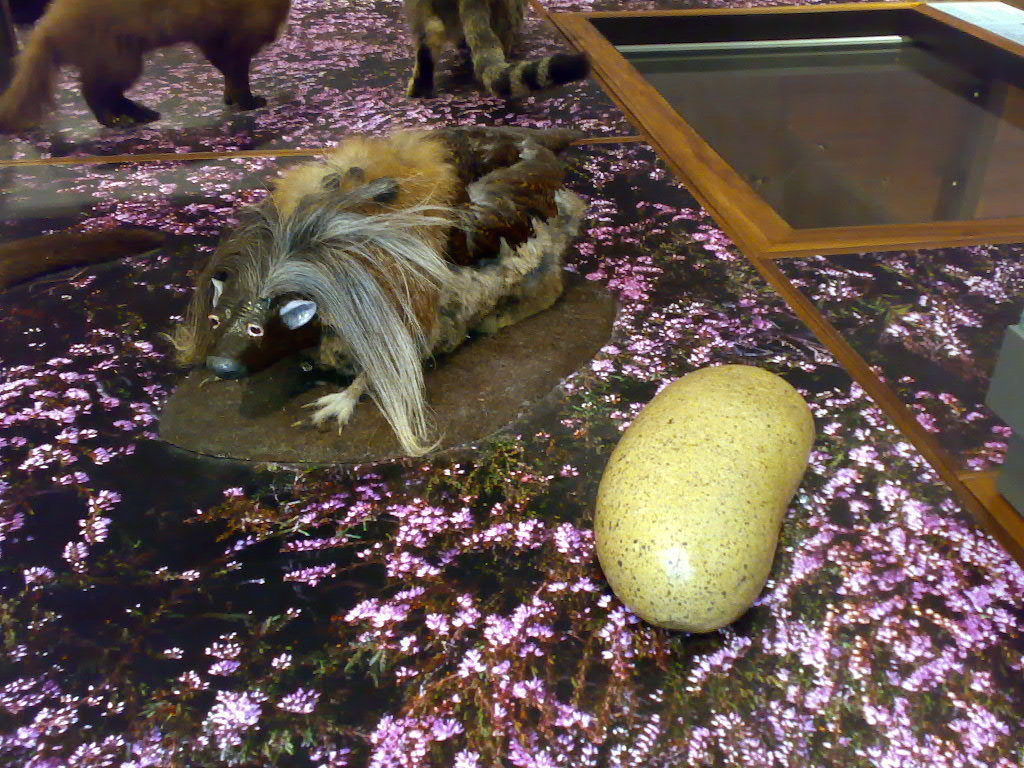
人工の野生のハギスの標本。グラスゴーのケルビングローブ美術館に展示されている。

野生のハギスは、スコットランド高地地方に生息しているとされる生物。スコットランドの伝統料理であるハギスはこの動物から作られているとされる。
いくつかの資料によると、野生のハギスの左右の足の長さはそれぞれ異なり、急な山と山腹を一方向のみに速く走り回ることができる。さらに、ハギスには2種類いて、長い左足をもつものと、長い右足をもつものがいるといわれている。前者は山を時計回りに走ることができ、後者は反時計回りに走ることができる。ハギスのオスとメスは必ず同じ方向に走れるものどうしで交尾するため、2種類のハギスは共存でき、雑種が生じることはない。
必ずしも不釣合いな足の長さの話は含まれないが、野生のハギスの存在は広く認知されている。Hall's Broxburnが2003年11月26日に発表したオンライン調査によると、スコットランドへのアメリカ人旅行者の3分の1が野生のハギスが実在する生物だと答えている。
実際はハギスは羊の内臓の料理であり、スコットランドにおいて未だハギスなる生物は発見されてない。